# Chuyện phố phường
Chuyện phố phường là một bộ phim truyền hình được thực hiện bởi Trung tâm Phim truyền hình Việt Nam, Đài Truyền hình Việt Nam do NSND Phạm Thanh Phong và Nguyễn Danh Dũng làm đạo diễn. Phim phát sóng lần đầu vào năm 2004 trên kênh VTV1.

## Nội dung
Một ngôi nhà cổ nguyên bản sừng sững giữa phố phường Hà Nội, ngôi nhà của dòng họ, của tổ tông, của những kí ức vô giá đối với bố con ông Vương (Hà Văn Trọng) và Hà (Vi Cầm). Nhưng đối với Lân (Tùng Dương), người con trai vừa từ nước ngoài trở về Việt Nam, ngôi nhà không hơn không kém là 1 "mỏ vàng" có thật cần được khai thác liền tay. Rồi từ đó, Lân bị con ma vật chất nuốt chửng. Anh mưu mô, tính toán từng giây từng phút với những kế hoạch, mưu mẹo để đẩy chính những người thân của mình ra khỏi ngôi nhà ấy. Kết cục tưởng như đã an bài với ông Vương điềm đạm, với Hà ngây thơ, với ngôi nhà cổ bằng một chiến thắng lạnh lùng của Lân. Nhưng, cũng chỉ tới khi mâu thuẫn đã đạt đến cực điểm và òa vỡ, cũng chỉ đến phút cuối cùng, những giá trị thực sự mới là thứ còn sót lại...

## Diễn viên
- Hà Văn Trọng trong vai Ông Vương[5]
- Duy Hậu trong vai Ông Vân
- Tùng Dương trong vai Lân
- Võ Hoài Nam trong vai Nam[6]
- Vi Cầm trong vai Hà[7]
- Xuân Tùng trong vai Bân
- Lệ Hằng trong vai Ban
- Thanh Quý trong vai Bà Hương
- Thu Hường trong vai Tuyết
- Tuấn Minh trong vai Ông Xuân
- Hòng Quân trong vai Hùng
- Thúy Phương trong vai Mùi
- Kim Thoa trong vai Bà Thảo
- Ngọc Quỳnh trong vai Táo
- Ngọc Dung trong vai Cư
- Trần Đức (nghệ sĩ)Trần Đức trong vai Henry Nguyễn
- Lan Hương trong vai An
- Hoàng Dũng trong vai Bình
- Thu Hạnh trong vai Lan
- Hương Dung trong vai Bà Thành
- Thành An trong vai Ông Bất

Cùng một số diễn viên khác...

## Ca khúc trong phim
Bài hát trong phim là ca khúc "Chuyện phố phường" do nhạc sĩ Trọng Đài sáng tác và Mai Hoa thể hiện.

## Giải thưởng
| Năm  | Giải thưởng    | Hạng mục                | (Người) đề cử | Kết quả   | Tham khảo |
| ---- | -------------- | ----------------------- | ------------- | --------- | --------- |
| 2005 | Giải Cánh diều | Phim truyện truyền hình | —             | Bằng khen | [ 9 ]     |